# Anisomeristes apicalis
Anisomeristes apicalis is een keversoort uit de familie molmkogeltjes (Corylophidae). De wetenschappelijke naam van de soort werd in 1895 gepubliceerd door Arthur Mills Lea.